# Bruno Stanischewski
Bruno Stanischewski (fl. XX secolo) è stato un calciatore tedesco, di ruolo attaccante.

## Carriera
Fu capocannoniere del primo campionato tedesco della storia, nel 1901, a pari merito con il compagno di squadra Heinrich Riso. In ambo le occasioni il suo VfB Lipsia vinse il campionato.

## Palmarès

### Club

#### Competizioni nazionali
- Campionato tedesco: 1

VfB Lipsia: 1902-1903